# Mascha Binder
Mascha Binder (* 1978 in Würzburg) ist eine deutsche Internistin. Seit Oktober 2018 leitet sie die Klinik für Hämatologie und Onkologie am Universitätsklinikum Halle (Saale). Ihr wissenschaftlicher Fokus liegt im Bereich der Immuntherapie von Krebs sowie in der Erforschung und zielgerichteten Behandlung von lymphatischen Neoplasien. Seit 1. April 2023 ist Binder Chefärztin der Medizinischen Onkologie am Universitätsspital Basel.

## Leben
Sie studierte von 1998 bis 2004 in Würzburg, Rom und Freiburg Medizin mit praktischen Abschnitten in Togo, Frankreich, Schweiz, Italien, Australien und den USA. Binder absolvierte ihre Facharztausbildung am Universitätsklinikum Freiburg und arbeitete anschließend von 2008 bis 2018 am Universitätsklinikum Hamburg-Eppendorf. Von 2015 bis 2018 war sie stellvertretende Klinikdirektorin der Klinik für Hämatologie und Onkologie am Universitätsklinikum Hamburg-Eppendorf.
Die Forschungsarbeit Binders beschäftigt sich hauptsächlich mit der Rolle des adaptiven Immunsystems bei Krebserkrankungen, Autoimmunität und Infektionen sowie der Frage, wie gezielte Mechanismen der adaptiven Immunantwort zur Bekämpfung von Krebserkrankungen nutzbar gemacht werden können, beispielsweise mittels Immun-Checkpoint-Inhibitoren oder CAR T Zelltherapie.
Während der COVID-19 Pandemie war Binders Forschungsgruppe an der Aufschlüsselung der SARS-CoV-2-spezifischen Immunantwort beteiligt und hat wichtige Arbeiten zum Verständnis von MIS-C (auch PIMS), einer hyperinflammatorischen Erkrankung bei Kindern nach SARS-CoV-2 Infektion, beigetragen. Darüber hinaus hat ihre Gruppe Entzündungsfaktoren charakterisiert, die mit long-COVID assoziiert sind.
Binder ist Mutter von 4 Kindern.

## Auszeichnungen
- 2018: Krebsforschungspreis der Hamburger Krebsgesellschaft
- 2016: Digital Leader Award für herausragende Aktivitäten in der digitalen Unternehmenstransformation

- 2011: Fachärztin für Innere Medizin, Hubertus-Wald Nachwuchswissenschaftlerpreis für Krebsforschung
- 2010: Young Master Award der DGHO

## Publikationen (Auswahl)
- F. Märkl, C. Schultheiß, M. Ali, S. S. Chen et al.: Mutation-specific CAR T cells as precision therapy for IGLV3-21R110 expressing high-risk chronic lymphocytic leukemia. In: Nature Communications. Band 15, Nr. 1, 2. Feb 2024, S. 993. doi:10.1038/s41467-024-45378-w.
- A. Stein, L. Paschold, J. Tintelnot, E. Goekkurt et al.: Efficacy of Ipilimumab vs FOLFOX in Combination With Nivolumab and Trastuzumab in Patients With Previously Untreated ERBB2-Positive Esophagogastric Adenocarcinoma: The AIO INTEGA Randomized Clinical Trial. In: JAMA Oncol. Band 8, Nr. 8, 1. Aug 2022, S. 1150–1158. doi:10.1001/jamaoncol.2022.2228.
- A. Stein, D. Simnica, C. Schultheiß, R. Scholz et al.: PD-L1 targeting and subclonal immune escape mediated by PD-L1 mutations in metastatic colorectal cancer. In: J Immunother Cancer. Band 9, Nr. 7, Jul 2021, S. e002844. doi:10.1136/jitc-2021-002844.
- J. Grimm, D. Simnica, N. Jäkel, L. Paschold et al.: Azacitidine-induced reconstitution of the bone marrow T cell repertoire is associated with superior survival in AML patients. In: Blood Cancer J. Band 12, Nr. 1, 28. Jan 2022, S. 19. doi:10.1038/s41408-022-00615-7.
- L. Paschold, E. Willscher, J. Bein, M. Vornanen et al.: Evolutionary clonal trajectories in nodular lymphocyte-predominant Hodgkin lymphoma with high risk of transformation. In: Haematologica. Band 106, Nr. 10, 1. Oct 2021, S. 2654–2666. doi:10.3324/haematol.2021.278427.
- D. Simnica, M. Smits, E. Willscher, L. F. Fanchi et al.: Responsiveness to Immune Checkpoint Inhibitors Is Associated With a Peripheral Blood T-Cell Signature in Metastatic Castration-Resistant Prostate Cancer. In: JCO Precis Oncol. Band 4, Nov 2020, S. 1374–1385. doi:10.1200/PO.20.00209.
- L. von Wenserski, C. Schultheiß, S. Bolz, S. Schliffke et al.: SLAMF receptors negatively regulate B cell receptor signaling in chronic lymphocytic leukemia via recruitment of prohibitin-2. In: Leukemia. Band 35, Nr. 4, Apr 2021, S. 1073–1086. doi:10.1038/s41375-020-01025-z.
- M. Binder, F. Otto, R. Mertelsmann, H. Veelken, M. Trepel: The epitope recognized by rituximab. In: Blood. Band 108, Nr. 6, 15. Sep 2006, S. 1975–1978. doi:10.1182/blood-2006-04-014639.
- C. Schultheiß, L. Paschold, D. Simnica, M. Mohme et al.: Next-Generation Sequencing of T and B Cell Receptor Repertoires from COVID-19 Patients Showed Signatures Associated with Severity of Disease. In: Immunity. Band 53, Nr. 2, 18. Aug 2020, S. 442–455.e4. doi:10.1016/j.immuni.2020.06.024.
- L. Paschold, D. Simnica, E. Willscher, M. J. Vehreschild et al.: SARS-CoV-2-specific antibody rearrangements in prepandemic immune repertoires of risk cohorts and patients with COVID-19. In: J Clin Invest. Band 131, Nr. 1, 4. Jan 2021, S. e142966. doi:10.1172/JCI142966.
- R. A. Porritt, L. Paschold, M. N. Rivas, M. H. Cheng et al.: HLA class I-associated expansion of TRBV11-2 T cells in multisystem inflammatory syndrome in children. In: J Clin Invest. Band 131, Nr. 10, 17. May 2021, S. e146614. doi:10.1172/JCI146614.
- R. A. Porritt, A. Binek, L. Paschold, M. N. Rivas et al.: The autoimmune signature of hyperinflammatory multisystem inflammatory syndrome in children. In: J Clin Invest. Band 131, Nr. 20, 15. Oct 2021, S. e151520. doi:10.1172/JCI151520.
- M. H. Cheng, S. Zhang, R. A. Porritt, M. Noval Rivas et al.: Superantigenic character of an insert unique to SARS-CoV-2 spike supported by skewed TCR repertoire in patients with hyperinflammation. In: Proc Natl Acad Sci U S A. Band 117, Nr. 41, 13. Oct 2020, S. 25254–25262. doi:10.1073/pnas.2010722117.
- C. Schultheiß, E. Willscher, L. Paschold, E. Gökkurt et al: The IL-1β, IL-6, and TNF cytokine triad is associated with post-acute sequelae of COVID-19. In: Cell Rep Med. Band 3, Nr. 6, 21. Jun 2022, S. 100663. doi:10.1016/j.xcrm.2022.100663.